# Situation du parc nucléaire électrogène mondial
La situation du parc nucléaire électrogène mondial décrit l'état des réacteurs nucléaires à fission destinés à la production d'électricité, qu'ils soient en fonctionnement, à l'arrêt ou bien démantelés. Ils sont classés par continent, et par pays.
La quasi-totalité des réacteurs se trouve en Asie, en Amérique du Nord et en Europe. L'Afrique et l'Amérique latine n'en comptent que très peu, tandis que l'Océanie est le seul continent à ne compter aucun réacteur nucléaire électrogène.

## Réacteurs nucléaires civils par pays

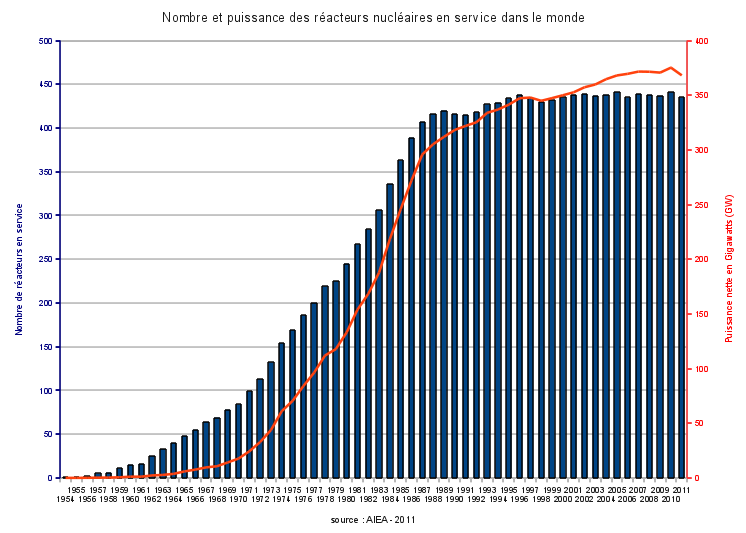
Nombre et puissance nette des réacteurs nucléaires en service dans le monde de 1954 à 2011.

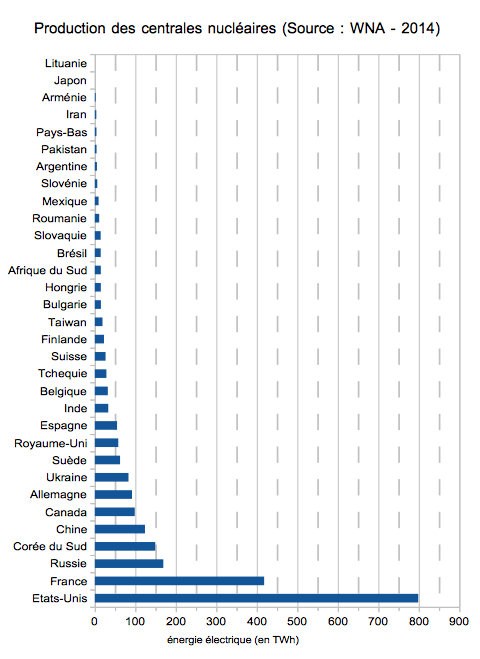
Production d'électricité nucléaire par pays en 2014.

Pourcentage d'électricité d'origine nucléaire produite en 2014.

En février 2024, l'AIEA dénombre 413 réacteurs de puissance opérationnels dans le monde et 58 en construction.

### Pays possédant plus de 10 réacteurs
Note : les pays sont rangés par ordre d'importance du parc des réacteurs de production.
À eux seuls, quatre pays (les États-Unis, la France, la Chine et le Japon) comptent 53 % des réacteurs nucléaires en état de fonctionnement.

#### États-Unis
En février 2024, les États-Unis possèdent 93 réacteurs électronucléaires en exploitation répartis dans 54 centrales nucléaires, constituant ainsi le plus grand parc de réacteurs au niveau mondial ; ils ont fourni 18,2 % de la production d'électricité du pays en 2022. 62 réacteurs appartiennent à la filière des réacteurs à eau pressurisée et les 31 autres à celle des réacteurs à eau bouillante. Ils représentent une puissance nette installée de 95,835 GWe, soit environ 24 % de la puissance en exploitation dans le monde.
De 1966 à 1976, le canal de Panama était approvisionné en eau et en électricité par un réacteur à eau pressurisée embarqué sur un navire de l'armée américaine, le Liberty ship SS Charles H. Cugle, renommé à l'occasion MH-1A Sturgis (en).

#### France
Début 2024, au 2e rang derrière les États-Unis, la France compte 56 réacteurs opérationnels et un en construction, tous de la filière REP, répartis dans 18 centrales en activité. Le réacteur pressurisé européen (EPR) de la centrale nucléaire de Flamanville est connecté au réseau électrique français le 21 décembre 2024.
En 2021, les centrales nucléaires françaises ont produit, selon RTE, 360,7 TWh, soit 69 % de la production totale d'électricité.
Début 2024, la puissance nette du parc nucléaire français atteint 61,37 GW, soit un peu plus de 15 % de la puissance en exploitation dans le monde,,. La France est le pays qui produit le plus d'électricité d’origine nucléaire par habitant et en proportion par rapport aux autres sources primaires d'énergie (énergies fossiles et renouvelables). Les réacteurs nucléaires sont tous exploités par EDF et contrôlés par l’Autorité de sûreté nucléaire française.
En France se trouvent également l'usine de retraitement de la Hague, l'usine Melox de production de combustible MOX à Marcoule et des centres de stockage des déchets radioactifs en surface, exploités par l'Agence nationale pour la gestion des déchets radioactifs (ANDRA). Un centre d'enfouissement des déchets nucléaires dénommé Cigéo est à l'étude conformément à la loi de programme relative à la gestion durable des matières et déchets radioactifs de juin 2006 ; le laboratoire de Bure a été construit pour tester le comportement du concept choisi.

#### Chine
En avril 2024, la Chine compte 56 réacteurs nucléaires opérationnels et 24 en construction.
En 2022, les centrales nucléaires de la république populaire de Chine ont produit 417,786 TWh (derrière les États-Unis et devant la France), soit 5 % de l'électricité du pays.

#### Japon
Au 5 février 2024, le parc nucléaire japonais compte 12 réacteurs en service (11,0 GW : Genkai 3 et 4 ainsi que Sendai 1 et 2 exploités par Kyushu Electric Power, Ikata 3 par Shikoku Electric, Mihama 3, Takahama 1 à 4 et Ohi 3 et 4 par Kansai Electric), 3 réacteurs « bien avancés » dans le processus de redémarrage (4,2 GW), 27 autres réacteurs à l'arrêt dont 18 potentiellement « opérationnels » (16,4 GW) et 2 réacteurs en construction (2,65 GW). En 2021, ils ont produit 61,2 TWh, soit 7,2 % de l'électricité japonaise.
Le « Basic Energy Plan » adopté le 3 juillet 2018 par le Cabinet du Premier ministre prévoit pour 2030 une part de la production d'électricité de 20 à 22 % pour le nucléaire.

##### Impact de l'accident de Fukushima
Avant l'accident nucléaire de Fukushima, le Japon comptait 54 réacteurs nucléaires opérationnels,.
Le gouvernement japonais annonce le 14 septembre 2012 l'abandon progressif du nucléaire sur 30 ans, comptant pallier ce manque d'énergie par des mesures d'économie d'énergie, le développement de sources d'énergies renouvelables, l'utilisation des ressources maritimes et l'importation de gaz naturel sans en préciser le détail.
Dès son arrivée au pouvoir le 26 décembre 2012 à la suite des élections législatives, le Premier ministre Shinzō Abe affirme son intention de faire redémarrer le parc nucléaire dans les meilleurs délais, dès que les opérateurs se seront adaptés aux nouvelles normes de sécurité édictées par l’autorité japonaise de régulation nucléaire, la NRA, institution indépendante créée après l'accident de Fukushima.

#### Russie
En avril 2024, la Russie compte 37 réacteurs civils en fonctionnement dans 10 centrales, qui ont fourni 223,372 TWh en 2022, soit 20 % de l'électricité du pays. Quatre réacteurs sont en construction, et 10 sont à l'arrêt définitif.

#### Corée du Sud
Début 2024, la Corée du Sud dispose de 26 réacteurs électronucléaires dans 4 centrales en activité. En 2022, ils ont produit 167,346 TWh, soit 30,4 % de l'électricité sud-coréenne. Deux réacteurs sont en construction.

#### Inde
En avril 2024, l'Inde dispose de 20 réacteurs opérationnels dans 7 centrales nucléaires. En 2022, ils ont fourni 46,195 TWh, soit 3,1 % de l'électricité indienne. Sept nouveaux réacteurs sont en construction.

#### Canada
En 2024, le Canada utilise 19 réacteurs électro-nucléaires dans 4 centrales en activité qui ont fourni 82,301 TWh en 2022, soit 12,9 % de l'électricité canadienne, et des réacteurs de recherche. Aucun réacteur n'est en construction. Au Québec, le dernier réacteur nucléaire, Gentilly-2 a été définitivement fermé le 28 décembre 2012 pour des raisons économiques. En effet, ce réacteur n’était plus payant pour la province. L'électricité au Québec n'est produite de nos jours qu'à partir de l’énergie hydraulique, éolienne, géothermique, solaire ainsi que du pétrole et du gaz naturel.

#### Ukraine
L'Ukraine a 15 réacteurs en cours d'exploitation dans 4 centrales qui ont fourni 86,206 TWh en 2021, soit 55 % de l'électricité du pays ; 2 réacteurs sont en construction. L'Ukraine a été obligée d'arrêter quatre réacteurs à la suite de la catastrophe de Tchernobyl en 1986.

#### Royaume-Uni
Début 2024, le Royaume-Uni possède 9 réacteurs nucléaires civils dans 5 centrales en activité, ce qui lui a permis de produire 45,868 TWh en 2021, soit 14,8 % de l'électricité nationale.
La construction du premier réacteur de la centrale nucléaire d'Hinkley Point C (deux réacteurs EPR) a débuté en décembre 2018 pour une mise en service prévue en 2029-2030, et la construction du deuxième réacteur a démarré un an plus tard en décembre 2019,,.
Le Royaume-Uni possède également une usine de traitement du combustible nucléaire usé à Sellafield, dont la fermeture était prévue pour 2018.

### Pays ayant programmé l'arrêt de la production d'électricité nucléaire

#### Belgique
Début 2024, la Belgique dispose de 5 réacteurs en fonctionnement dans 2 centrales et de trois réacteurs arrêtés. La conception des réacteurs provient de la technologie américaine de réacteur à eau pressurisée. Ils ont produit 40,0 TWh en 2017, soit 49,9 % de l'électricité belge. En 2022, ils ont produit 41,62 TWh, soit 46,4 % de l'électricité belge.
Une loi de 2003 a programmé la sortie du nucléaire en 2025 ; elle a été confirmée en 2015, puis par un accord gouvernemental le 30 mars 2018,.
Face à la guerre en Ukraine et à l'augmentation du prix du gaz, le gouvernement de Alexander De Croo a décidé de prolonger 2 des 7 réacteurs nucléaires du pays et ce pour une durée de 10 ans soit jusqu'en 2035. Les réacteurs prolongés sont ceux de Doel 4 et Tihange 3, ce qui représente une puissance installée de 2 GW.

#### Suisse
Début 2024, quatre réacteurs nucléaires sont en fonctionnement en Suisse (un BWR et trois PWR). Ils ont produit 23,1 TWh en 2022, soit 36,4 % de l'électricité nationale. Le 20 décembre 2019, le réacteur de Mühleberg (puissance nominale de 335 MWé) a été définitivement arrêté.
Pour mémoire, à la suite de Fukushima, le conseil fédéral a annoncé le 25 mai 2011 que la sortie de la production d'énergie nucléaire sur le sol suisse se fera progressivement jusqu'en 2050. Les électeurs suisses ont décidé par référendum le 21 mai 2017 une révision de la loi sur l’énergie qui interdit la construction de centrales nucléaires, menant donc à une sortie progressive de l'énergie nucléaire.

### Pays ayant arrêté la production d'électricité nucléaire

#### Allemagne
En Allemagne, une loi a été votée en 2011 pour l'abandon de la production électro-nucléaire et la sortie du nucléaire civil, la dernière centrale devant fermer en 2022.
Les trois derniers réacteurs (REP) ont été arrêtés le 15 avril 2023. En 2022, ces trois réacteurs ont produit 31,89 TWh, soit 5,8 % de l'électricité allemande. L'Allemagne compte 33 réacteurs arrêtés définitivement, représentant une puissance totale de 26,2 GWe.

#### Autriche
La centrale nucléaire de Zwentendorf a été terminée en 1977 ; c'est l'unique centrale nucléaire autrichienne, elle n'a jamais été mise en service. Elle est ouverte au public depuis 2010.
L'Autriche a voté, en 1978, une loi sur la non-production d’électricité d’origine nucléaire.

#### Italie
L'Italie a effectué une sortie du nucléaire civil en 1987, et l'a maintenue durant toute la décennie 1990, où les cours du pétrole ne justifiaient pas de réexamen de cette option. Face à la flambée des cours du pétrole à partir de 2006, et aux engagements européens de réduction des gaz à effet de serre en mars 2007, un réexamen a été engagé. Le 22 mai 2008, le nouveau ministre italien du développement économique Claudio Scajola a annoncé devant la Confindustria que l'Italie allait s'engager dans la construction de centrales nucléaires de nouvelle génération. « Lors de cette législature, nous poserons la première pierre pour la construction dans notre pays d'un groupe de centrales nucléaires de nouvelle génération » a-t-il indiqué en présence du chef du gouvernement Silvio Berlusconi.
Cependant, lors d'un référendum tenu le 13 juin 2011, plus de 95 % des voix se sont opposées à la reprise du programme nucléaire.

#### Lituanie
La Lituanie a fermé ses deux réacteurs nucléaires, à la demande de l'Union européenne. La Lituanie était précédemment, avec la France, le pays dont la production d'électricité reposait pour la plus grande proportion sur l'électricité d'origine nucléaire.

« Dans le cadre des négociations d'adhésion, l'Union européenne a demandé la fermeture de huit réacteurs nucléaires d'ici 2009 : Bohunice 1 et 2 (Slovaquie), Ignalina 1 et 2 (Lituanie) et Kozloduy 1 à 4 (Bulgarie). »

- Ignalina : 
  - Ignalina 1 RBMK - 1 500 MW (arrêté le 31 décembre 2004)
  - Ignalina 2 RBMK - 1 500 MW (arrêté le 31 décembre 2009)

### Afrique
| \| Koeberg \| Localisation Centrale nucléaire de Koeberg en Afrique |
| Koeberg                                                             |

#### Afrique du Sud

##### Réacteurs de puissance
Les deux réacteurs de technologie REP de la centrale nucléaire de Koeberg (près du Cap) ont produit 10,09 TWh en 2022, soit 4,9 % de l'électricité du pays :
- Koeberg 1 : 930 MWe mis en service en 1984
- Koeberg 2 : 930 MWe mis en service en 1985.

##### Réacteurs de recherche
Centre nucléaire de Pelindaba près de Pretoria
- Safari - 120 MW réacteur piscine
- Safari - 2 (démantelé en 1970)

#### Algérie

##### Réacteurs de recherche
L'Algérie dispose de deux réacteurs de recherche :
- Le réacteur nucléaire d'Aïn Oussara (aussi dénommé Essalam qui signifie la paix en arabe), de 15 MW, situé à Aïn Oussara, mis en service en 1993
- Le réacteur nucléaire de Draria (aussi dénommé Nour qui signifie lumière en arabe), de 1 MW, situé à Draria, mis en service en 1989.

#### République démocratique du Congo
Il possède deux réacteurs de recherche :
- TRICO I - réacteur TRIGA, Université de Kinshasa (arrêté en 1970)
- TRICO II - réacteur TRIGA, Université de Kinshasa (Réacteur nucléaire de Kinshasa)

#### Égypte

##### Réacteurs de puissance
Trois réacteurs de type VVER-1200 sont en construction à El-Dabaa depuis 2022.

##### Réacteurs de recherche
- Anshas : centre de recherche nucléaire
  - ETTR-1 - réacteur à eau légère de 2 MW (fourni par l'URSS en 1958)
  - ETTR-2 - réacteur de 22 MW (fourni par l'Argentine en 1998)

#### Libye
- Tajura Nuclear Research Center, réacteur de recherche 10 MW (fourni par l'URSS)

#### Maroc
- Centre d’études nucléaires de la Maâmora (Forêt de la Maamora) au Nord de Rabat près de Kenitra  - TRIGA Mark II : production de radio-isotopes, en particulier pour la médecine nucléaire, mis en service en mai 2007[41],[42],[43].
- Des projets de construction de réacteurs de puissance ont été annoncés sur la façade atlantique entre Casablanca et Agadir (plusieurs sites ont été évoqués, dont Sidi Boulbra). Le Maroc pense à intégrer le nucléaire dans son mix énergétique d’ici 2030, et ce, afin de réduire sa dépendance énergétique[44]. L'Uranium pouvant être extrait du phosphate présent en grande quantité dans le Royaume (1re réserve mondiale exploitée par l'Office chérifien des phosphates).

### Amérique latine
| \| Atucha Embalse Angra Laguna Verde \| Localisation des centrales nucléaires en Amérique latine |
| Atucha Embalse Angra Laguna Verde                                                                |

#### Argentine

##### Réacteurs de puissance
En 2024, l'argentine possède trois réacteurs opérationnels sur deux sites, qui ont produit 7,47 TWh en 2022, soit 5,4 % de l'électricité du pays.
- La centrale nucléaire d'Atucha dispose de 2 unités PHWR :
  - Atucha-1 : 362 MW mise en service en 1974 ;
  - Atucha-2 : 745 MW mise en service en 2014.
- La centrale nucléaire Embalse : 648 MW (PHWR) mise en service en 1983.

Le réacteur CAREM (25 MW), en construction depuis 2014, est un prototype de petit réacteur modulaire de type REP.

##### Réacteurs de recherche
Au minimum 1 réacteur de recherche : Institut Balseiro, Bariloche

#### Brésil

##### Réacteurs de puissance
- Centrale nucléaire d'Angra (ou Amiral Alvaro Alberto), centrale située à Angra dos Reis près de Rio de Janeiro avec deux réacteurs opérationnels et un troisième en construction, qui ont produit 14,56 TWh en 2017, soit 2,5 % de l'électricité du pays[46] :
  - Angra I, 609 MWe (type REP) mis en service en 1982.
  - Angra II, 1 275 MWe (type REP Konvoi) mis en service en 2000.
  - Angra III, 1 245 MWe (type REP Konvoi), en construction depuis 2010.

##### Réacteur de recherche
- Belo Horizonte - TRIGA Mark I, Université fédérale du Minas Gerais (installé en 1960)

#### Colombie
- Bogota - TRIGA, Institute of Nuclear Science (réacteur de recherche installé en 1997)

#### Cuba
Aucune centrale nucléaire ne produit d'électricité à Cuba qui avait commencé la construction de la centrale nucléaire de Juragua, avant de l’abandonner définitivement en décembre 2000.
- Juragua 1 : réacteur VVER de 440 MW dont la construction a été suspendue en 1992
- Juragua 2 : réacteur VVER de 440 MW dont la construction a été suspendue en 1992

#### Jamaïque
- Kingston - SLOWPOKE-2 (en) réacteur de recherche

#### Mexique

##### Réacteur de puissance
- Laguna Verde : deux réacteurs de 775 MW - réacteur à eau bouillante, mis en service en 1989 et 1994, qui ont produit 10,54 TWh en 2022, soit 4,5 % de l'électricité du pays[48].

##### Réacteur de recherche
- Mexico - TRIGA Mark III, Institut national de recherche nucléaire

#### Porto Rico
- Mayaguez - TRIGA réacteur de recherche (démantelé)

#### Uruguay
- URR réacteur de recherche

#### Venezuela
- RV-1, réacteur de recherche

### Asie

#### Arménie
L'Arménie possède l'unique centrale nucléaire de Metsamor qui a fourni 31 % de son électricité en 2022. Cette centrale est équipée de deux réacteurs dont un seul est encore en service, :
- Armenian-1 : 376 MW (VVER V-270) mis en service en 1976, arrêté depuis 1989 ;
- Armenian-2 : 376 MW (VVER V-270) mis en service en 1980, arrêté en 1989, redémarré en 1995.

#### Bangladesh

##### Réacteurs de puissance
Le Bangladesh a une centrale de deux réacteurs (VVER) de 1 200 MW en cours de construction depuis novembre 2017 et juillet 2018.

##### Réacteurs de recherche
- Dhaka - TRIGA Mark II, Atomic Energy Research Establishment (réacteur de recherche installé en 1986)

#### Corée du Nord

##### Réacteurs de puissance
La centrale nucléaire de Sinpo (Shinpo), en construction de 1998 à 2003 sous l'égide de l'Organisation de développement énergétique coréenne dans le cadre de l'accord de 1994 sur l'abandon de tout programme nucléaire militaire nord-coréen, n'a jamais été achevée, le gouvernement nord-coréen s'étant retiré en 2003 de l'accord de désarmement :
- Corée du Nord 1 - PWR 1 000 MWe
- Corée du Nord 2 - PWR 1 000 MWe.

##### Réacteurs de recherche
- Yongbyon
  - IRT-2000 - 0,1 MWt réacteur de recherche modéré à l'eau lourde (fourni par l'URSS en 1965)
  - Yongbyon 1 - 5 MWe réacteur Magnox (activé en 1987)
  - Yongbyon 2 - 50 MWe réacteur Magnox (en construction)
- Taechon
  - Taechon 1 - 200 MWe réacteur (en construction)
  - Taechon 2 - ? (en construction)

#### Émirats arabes unis

##### Réacteurs de puissance
En 2024, les Émirats arabes unis possèdent quatre réacteurs nucléaires à eau pressurisée de conception coréenne du type APR-1400 sur le site de la centrale nucléaire de Barakah :
- Les réacteurs Barakah-1, 2, 3 et 4 ont été connectés au réseau pour la première fois, respectivement en août 2020, septembre 2021, octobre 2022 et mars 2024.

#### Indonésie
Elle possède deux réacteurs de recherche :
- Bandung - TRIGA Mark II (installé en 1997)
- Yogyakarta - TRIGA Mark II (installé en 1979)

#### Iran

Carte des installations nucléaires iraniennes

##### Réacteurs de puissance
L'Iran dispose d'un réacteur de puissance PWR (modèle VVER V-446) de 915 MWe en fonctionnement à Bouchehr, qui a produit 6,0 TWh en 2022, soit 1,7 % de l'électricité du pays. Un réacteur VVER-1000 V-528 est en construction sur le même site.

##### Réacteurs de recherche
- Isfahan, centre de technologie nucléaire 
  - réacteur miniature source de neutrons (MNSR) 27 kWt
  - réacteur à eau légère subcritique (LWSCR)
  - réacteur à eau lourde zéro puissance (HWZPR)
  - réacteur au graphite subcritique (GSCR)
- Téhéran - réacteur TRIGA au Centre de recherche nucléaire de Téhéran (fourni par les États-Unis en 1967)

#### Irak
- Osirak : « Tammuz 1 » réacteur de recherche (détruit par un raid aérien israélien le 7 juin 1981)

#### Israël
En 2024, aucune centrale civile ne fonctionne en Israël.
La centrale nucléaire de Dimona est une installation militaire secrète dont la destination semble être la production de plutonium.
Réacteur de recherche : Yavné : Centre de recherche nucléaire de Nahal Soreq

#### Kazakhstan

##### Réacteurs de puissance expérimental
Centrale d'Aktaou (Kazakhstan State Corporation for Atomic Power and Industry) :
- réacteur BN-350 135 MWe, mis en service en 1973 et arrêté en 1999 après avoir produit 1,85 TWh.

##### Réacteurs de recherche
- Alatau, Institute of Nuclear Physics
  - réacteur VVR-K 10 MWe
- Polygone nucléaire de Semipalatinsk, Semeï (Oblys d'Abay) :
  - Ville militaire de Kourtchatov,
  - IVG-1M 60 MW
  - RA : réacteur modéré au zirconium hydride (démantelé)
  - IGR (Impulse Graphite réacteur) 50 MW

#### Malaisie
- Kuala Lumpur - TRIGA Mark II, réacteur de recherche du Malaysian Institute for Nuclear Technology (installé en 1982)

#### Pakistan
En 2024, le Pakistan possède six réacteurs nucléaires répartis sur deux centrales, qui ont produit 22,28 TWh en 2022, soit 6,2 % de l'électricité du pays :
- Centrale nucléaire de Chashma (CHASNUPP), dans le Pendjab, équipée de quatre réacteurs à eau pressurisée (REP) : Chasnupp-1 (300 MWe, mis en service en 2000), Chasnupp-2 (300 MWe, 2011), Chasnupp-3 (315 MWe, 2016), Chasnupp-4 (315 MWe, 2017).
- Centrale nucléaire KANUPP, près de Karachi : Kanupp-2 et Kanupp-3, deux réacteurs REP (modèle ACP-1000) de 1 014 MWe, en service depuis 2021 et 2022. Kanupp-1 équipé d'un réacteur CANDU de 90 MWe a été arrêté en 2021.

#### Philippines
- La centrale nucléaire de Bataan (620 MW) fut construite de 1976 à 1984, sous le règne du dictateur Ferdinand Marcos, dans la péninsule de Bataan au sud-ouest de l'île de Luçon (Philippines), à 100 km de Manille. En raison de divergences entre les autorités et l’entreprise américaine chargée du projet de construction, Westinghouse Electric Company, elle n’a cependant jamais délivré d’électricité et le gouvernement a renoncé à la mettre en service en 1986[56], après la chute du régime Marcos.
- Quezon City - TRIGA réacteur de recherche, Philippine Atomic Energy Commission (installé en 1988)

#### Syrie
- Réacteur de recherche miniature, source de neutrons (MNSR)

#### Taïwan

##### Réacteurs de puissance
En 2024, Taïwan compte 2 réacteurs opérationnels dans une centrale, quatre réacteurs à l'arrêt définitif et deux réacteurs dont la construction a été abandonnée. Le parc nucléaire a produit 22,9 TWh en 2022, soit 9,1 % de l'électricité du pays :
- Chin Shan - 2 réacteurs à eau bouillante de 604 MWe mis en service en 1977 et 1978, arrêtés en 2018 et2019 ;
- Kuosheng - 2 réacteurs à eau bouillante de 985 MWe mis en service en 1981 et 1982, arrêtés en 2021 et 2023 ;
- Maanshan - 2 réacteurs à eau pressurisée de 938 MWe mis en service en 1984 et 1985 ;
- Lungmen : 2 réacteurs à eau bouillante de 1 300 MWe, dont la construction a été abandonnée.

##### Réacteurs de recherche
- Taipei - TRIGA, Tsing Hua University (installé en 1977)

#### Thaïlande
- Bangkok - TRIGA, Office of Atoms for Peace (réacteur de recherche installé en 1977)

#### Turquie

##### Réacteurs de puissance
Quatre réacteurs à eau pressurisée (1 200 MWe, modèle  	
VVER-1200 V-509 de conception russe) sont en construction depuis avril 2018 dans la centrale nucléaire d'Akkuyu située près de Mersin.

##### Réacteurs de recherche
- Istanbul - TRIGA Mark II, réacteur de recherche à la Technical University of Istanbul (installé en 1979)

#### Ouzbékistan
- Ulugbek, Tachkent
  - VVER-SM tank réacteur de recherche (arrêté)

#### Viêt Nam
- Da Lat - TRIGA Mark II (réacteur de recherche fourni par les États-Unis en 1963, arrêté 1975, réactivé par l'URSS en 1984)

### Europe
| \| Zwentendorf Metsamor Kozlodouy Paks Dodewaard Borssele Żarnowiec Cernavodă Bohunice Mochovce Krško Ågesta Forsmark Oskarshamn Ringhals Barsebäck Akkuyu Dukovany Temelín Ignalina Brokdorf Emsland Grohnde Gundremmingen Isar Neckarwestheim Unterweser Krümmel Biblis Grafenrheinfeld Philippsburg Greifswald Rheinsberg Obninsk Balakovo Beloïarsk Kalinine Kola Koursk Leningrad Novovoronej Rostov Smolensk Khmelnitski Rivné Ukraine du Sud Zaporijia Tchernobyl Crimée Doel Tihange SCK-CEN Astraviets Santa María de Garoña José Cabrera Almaraz Ascó Cofrentes Trillo Vandellos Valdecaballeros Lemoiz Marcoule Chinon Chooz Brennilis Saint-Laurent Bugey Malville Belleville Blayais Cattenom Civaux Dampierre Cruas Fessenheim Flamanville Golfech Gravelines Paluel Penly Saint-Alban Tricastin Nogent Loviisa Olkiluoto Trino Vercellese Caorso Latina Garigliano Montalto di Castro Hunterston Heysham Wylfa Hinkley Point Torness Sizewell Hartlepool Dungeness Bradwell Winfrith Berkeley Trawsfynydd Chapelcross Sellafield Oldbury Dounreay Lucens Mühleberg Gösgen Beznau Leibstadt \| Localisation des centrales nucléaires en Europe |
| Zwentendorf Metsamor Kozlodouy Paks Dodewaard Borssele Żarnowiec Cernavodă Bohunice Mochovce Krško Ågesta Forsmark Oskarshamn Ringhals Barsebäck Akkuyu Dukovany Temelín Ignalina Brokdorf Emsland Grohnde Gundremmingen Isar Neckarwestheim Unterweser Krümmel Biblis Grafenrheinfeld Philippsburg Greifswald Rheinsberg Obninsk Balakovo Beloïarsk Kalinine Kola Koursk Leningrad Novovoronej Rostov Smolensk Khmelnitski Rivné Ukraine du Sud Zaporijia Tchernobyl Crimée Doel Tihange SCK-CEN Astraviets Santa María de Garoña José Cabrera Almaraz Ascó Cofrentes Trillo Vandellos Valdecaballeros Lemoiz Marcoule Chinon Chooz Brennilis Saint-Laurent Bugey Malville Belleville Blayais Cattenom Civaux Dampierre Cruas Fessenheim Flamanville Golfech Gravelines Paluel Penly Saint-Alban Tricastin Nogent Loviisa Olkiluoto Trino Vercellese Caorso Latina Garigliano Montalto di Castro Hunterston Heysham Wylfa Hinkley Point Torness Sizewell Hartlepool Dungeness Bradwell Winfrith Berkeley Trawsfynydd Chapelcross Sellafield Oldbury Dounreay Lucens Mühleberg Gösgen Beznau Leibstadt                                                       |

#### Biélorussie

##### Réacteurs de puissance
La Biélorussie a deux réacteurs VVER-1200 de conception russe de 1 109 MWe en fonctionnement à la centrale nucléaire d'Astravets, le premier depuis juin 2021 et le second depuis novembre 2023.

##### Réacteurs de recherche
- Sosny (en)
  - Réacteur expérimental mobile Pamir (arrêté en 1986)
  - Réacteur de recherche IRT (arrêté en 1988)

#### Bulgarie

##### Réacteurs de puissance
La Centrale nucléaire de Kozlodouï comprend :
- Quatre réacteurs VVER-440 arrêtés.
- Deux réacteurs VVER-1000 de conception russe de 1 000 MWe (mis en service en 1987 et 1991) en fonctionnement qui ont produit 16,46 TWh, soit 32,5 % de l'électricité du pays en 2022[60].

##### Réacteur de recherche
- Sofia - IRT réacteur de recherche (arrêté en 1987)

#### Danemark
- Risø - DR-3 réacteur de recherche de type DIDO (arrêté)

#### Espagne
Les 7 réacteurs de production en fonctionnement en Espagne ont produit 56,0 TWh en 2022, soit 20,3 % de l'électricité nationale, dans 5 centrales en activité ; 3 autres réacteurs ont été arrêtés définitivement.
Un moratoire nucléaire a été adopté par le gouvernement socialiste de Felipe González en 1983. Le parti socialiste de Zapatero, réélu en 2008, a annoncé dans son programme électoral la sortie progressive du nucléaire civil, les centrales arrivant à fin de terme devant être fermées dans la mesure où l'approvisionnement énergétique du pays demeurait garanti.

#### Estonie
- Paldiski - 2 réacteurs à eau pressurisée d'entrainement naval (démantelés)

#### Finlande
En 2024, la Finlande possède deux centrales nucléaires comprenant 5 réacteurs opérationnels (2 REP de type VVER V-213 500 MWe à la centrale nucléaire de Loviisa, deux réacteurs à eau bouillante de 900 MWe et un réacteur de type EPR de 1 600 MWe à celle d'Olkiluoto).
En 2022, 24,22 TWh ont été produits par les réacteurs nucléaires, soit 35 % de l'électricité nationale.
Un projet de centrale nucléaire d'Hanhikivi à Pyhäjoki (Nord-Ouest) est lancé en 2011 par le groupe finlandais Fennovoima, fondé en 2007 par une soixantaine d'industriels fortement consommateurs d'électricité et des « utilities » locales. Areva ayant été écarté, c'est finalement Rosatom qui remporte, en décembre 2014, ce contrat pour la construction d'un nouveau réacteur de 1 200 MW de type VVER-1200, qui devait être opérationnel en 2024. En mai 2022, le contrat est annulé « en raison des risques supplémentaires liés à l'invasion de l'Ukraine ». Rosatom avait déjà construit la centrale nucléaire de Loviisa.

#### Grèce
- GRR-1 - réacteur de 5 MW à Demokritos, réacteur du centre national de recherche scientifique, Athènes

#### Hongrie
La Hongrie compte quatre réacteurs de type VVER d'une puissance unitaire de 470 MWe, mis en service de 1982 à 1987 à la centrale nucléaire de Paks, qui ont produit  14,95 TWh en 2022, soit 47 % de l'électricité nationale.
La construction de deux réacteurs de type VVER-1200 de conception russe est prévue dans la centrale nucléaire de Paks. Cet investissement de 12,5 milliards d'euros, financé à 80 % par un prêt russe, a été autorisé par la Commission européenne en mars 2017. Ces deux réacteurs sont destinés à remplacer les quatre réacteurs actuels de la centrale. La mise en service de ces 2 nouvelles unités VVER de 1200 MW (projet Paks II) est prévue en 2029 et 2030.

#### Lettonie
- Rīga, Centre de Recherche Nucléaire, Salaspils
  - réacteur de recherche 5 MWe (arrêté)

#### Norvège
La Norvège dispose des réacteurs de recherche suivants :
- réacteurs à Kjeller
  - NORA (activé en 1961, arrêté en 1967)
  - JEEP I (activé en 1951, arrêté en 1967)
  - JEEP II (activé en 1966)
- réacteur à Halden
  - HBWR - Halden Boiling Water Reactor (activé en 1959)

#### Pays-Bas

##### Réacteurs de puissance
Un réacteur en fonctionnement, qui a produit 3,93 TWh en 2022, soit 3,3 % de l'électricité du pays :
- Borssele - 452 MWe PWR mis en service en 1973
- Dodewaard - 55 MWe BWR (mis en service en 1968, arrêté en 1997)

##### Réacteurs de recherche
- Delft
- Réacteur nucléaire de Petten (en)

#### Roumanie
La Roumanie possède la centrale nucléaire de Cernavoda, équipée de 2 réacteurs en fonctionnement. Elle a produit 10,20 TWh en 2022, soit 19,3 % de l'électricité nationale :
- Cernavoda-1 PHWR CANDU, 706 MWe mis en service en 1996,
- Cernavoda-2 PHWR CANDU, 706 MWe mis en service en 2007.

Deux autres réacteurs sont en projet sur le même site, également de technologie canadienne CANDU, par deux investisseurs, SNC-Lavalin (Canada) et China Nuclear Power Engineering (Chine), filiale de CNNC, qui ont conclu en 2015 un accord pour construire ces deux unités supplémentaires. Après rupture en 2020 de l'accord avec la Chine, le projet se relance avec une déclaration d’intention pour la coopération dans le domaine de l’énergie nucléaire avec la France.

#### Slovaquie
En 2024, la Slovaquie dispose de cinq réacteurs en fonctionnement dans les deux centrales de Bohunice et Mochovce ; ils ont produit 15,92 TWh en 2022, soit 59,2 % de l'électricité nationale ; un autre réacteur est en construction :
- Bohunice A-1 : 93 MWe, arrêté en 1977,
- Bohunice V-1 : 2 VVER-440 V-230, arrêtés respectivement en 2006 et en 2008,
- Bohunice V-2 : 2 VVER-440 V-213 de 471 MWe chacun, mis en service en 1984 et 1985
- Mochovce : 3 réacteurs VVER-440 de 440 MWe chacun, mis en service en 1998, 1999 et 2023, et un réacteur VVER-440 en construction depuis 1987.

#### Slovénie
Le seul réacteur de puissance de la centrale nucléaire de Krsko 440 MWe (réacteur à eau pressurisée commandé à la société américaine Westinghouse et mis en service en 1981), a produit 5,31 TWh en 2022, soit 42,8 % de l'électricité nationale. Il appartient à 50/50 à la Slovénie et à la Croatie, qui se partagent sa production.

##### Réacteur de recherche
- Ljubljana - TRIGA Mark II, Jozef Stefan Nuclear Institute (fourni en 1966 par les États-Unis à la Yougoslavie)

#### Suède
Les 6 réacteurs nucléaires en fonctionnement ont produit 50,06 TWh en 2022, soit 29,5 % des besoins d'électricité de la Suède, dans 3 centrales en activité ; 7 autres réacteurs sont arrêtés définitivement :
- Centrale nucléaire de Forsmark : 3 réacteurs du type réacteur à eau bouillante (BWR) : Forsmark-1 : 986 MWe, mis en service en 1980 ; Forsmark-2 : 1 116 MWe, mis en service en 1981 ; Forsmark-3 : 1 167 MWe, mis en service en 1985 ;
- Centrale nucléaire d'Oskarshamn : un réacteur BWR de 1 400 MWe, mis en service en 1985 ;
- Centrale nucléaire de Ringhals : 2 réacteurs à eau pressurisée (PWR) : Ringhals-3 : 1 062 MWe, mis en service en 1980 ; Ringhals-4 : 1 104 MWe, mis en service en 1982.

En 1980, un référendum est organisé à propos de l'avenir du nucléaire en Suède, mais les trois possibilités soumises au vote prévoient toutes un arrêt, plus ou moins rapide, du nucléaire. Les deux premières solutions prévoyaient l'existence maximale de 12 réacteurs avec une extinction progressive des réacteurs au fur et à mesure du développement de nouvelles énergies, tandis que la troisième demandait un arrêt des réacteurs dans les 10 ans. Ce fut finalement la deuxième solution qui fut choisie.
En 2009, le gouvernement de centre droit décide de lever le moratoire sur l'énergie nucléaire, poussé par une opinion publique plutôt favorable au nucléaire du fait de ses faibles émissions de gaz à effet de serre. La décision est adoptée au parlement en 2010 par une courte majorité. Un accord politique annoncé le 10 juin 2016 entre les cinq principaux partis sur la politique énergétique du pays pour les trois décennies à venir, renonce au démantèlement des trois centrales existantes. Aucune date n'est fixée pour leur fermeture, et de plus il sera possible de bâtir un maximum de dix réacteurs sur les sites des centrales existantes, mais sans aucun soutien de l'État. Au-delà de 2020 ne devraient fonctionner que les six réacteurs les plus puissants. L'accord se présente comme une feuille de route en vue d'une transition contrôlée vers le 100 % renouvelable en 2040.

#### République tchèque
Deux centrales équipées de six réacteurs ont produit 31,02 TWh en 2022, soit 36,7 % de l'électricité nationale :
- Dukovany : 4 réacteurs de type VVER-440, mis en service de 1985 à 1987 ;
- Temelín : 2 réacteurs de type VVER-1000, mis en service en 2000 et 2002.

### Océanie

#### Australie
L'Australie a construit trois réacteurs de recherche gérés par l'ANSTO (en), à Lucas Heights (en), dans la banlieue de Sydney :
- HIFAR (en), arrêté en 2007 et en cours de décommissionnement ;
- MOATA (en), arrêté en 1995 et totalement décommissionné en 2009 ;
- OPAL (en), source moderne de neutrons mise en service en 2007, avec un dispositif de diffraction de neutrons.

### Antarctique
Les États-Unis ont construit un réacteur en Antarctique :
- Nukey Poo : réacteur à eau pressurisée de 1,8 mégawatt.

Ce réacteur de recherche de la base américaine McMurdo a été arrêté en 1972 et démantelé en 1979. Une plaque commémorative, érigée en 2010 à Observation Hill, est classée parmi les sites et monuments historiques de l'Antarctique.

## Bilan et prospective

### Dénombrement
En mars 2024, 415 réacteurs de puissance sont en état de fonctionner dans le monde, répartis dans 31 pays ; leur puissance nette totale atteint 373,257 GWe. À eux seuls cinq pays (États-Unis, France, Chine, Corée du Sud et Russie) disposent de 268 réacteurs soit 65 % du nombre total de réacteurs dans le monde.
La répartition par filière est la suivante : 305 réacteurs à eau pressurisée (REP), 41 réacteurs à eau bouillante (REB), 47 réacteurs à eau lourde pressurisée (PHWR), 8 réacteurs refroidis au gaz (GCR), 11 réacteurs de grande puissance à tubes de force (RMBK), 2 réacteurs à neutrons rapides (RNR) et 1 réacteur à haute température (HTGR).
L'accident nucléaire de Fukushima a eu un impact sur le nombre de réacteurs en service au Japon (4 réacteurs détruits et les 50 autres à l'arrêt ; en 2018, 9 ont redémarré) et en Allemagne (8 réacteurs définitivement arrêtés). Toutefois parallèlement 81 réacteurs ont été mis en service de 2011 à mars 2024.
Le tableau ci-dessous récapitule le nombre de centrales et de réacteurs nucléaires en activité :
Nombre de réacteurs opérationnels par type en 2024,
| Pays                | Nb centrales | Nb réacteurs | PWR | BWR | PHWR | FBR | GCR | LWGR | HTGR |
| ------------------- | ------------ | ------------ | --- | --- | ---- | --- | --- | ---- | ---- |
| États-Unis          | 54           | 93           | 61  | 31  | 0    | 0   | 0   | 0    | 0    |
| France              | 18           | 56           | 56  | 0   | 0    | 0   | 0   | 0    | 0    |
| Chine               | 16           | 55           | 51  | 0   | 2    | 1   | 0   | 0    | 1    |
| Russie              | 10           | 37           | 24  | 0   | 0    | 2   | 0   | 11   | 0    |
| Japon               | 17           | 12           | 16  | 17  | 0    | 0   | 0   | 0    | 0    |
| Corée du Sud        | 4            | 26           | 22  | 0   | 3    | 0   | 0   | 0    | 0    |
| Inde                | 7            | 20           | 2   | 2   | 18   | 0   | 0   | 0    | 0    |
| Canada              | 4            | 19           | 0   | 0   | 19   | 0   | 0   | 0    | 0    |
| Ukraine             | 4            | 15           | 15  | 0   | 0    | 0   | 0   | 0    | 0    |
| Royaume-Uni         | 6            | 9            | 1   | 0   | 0    | 0   | 8   | 0    | 0    |
| Belgique            | 2            | 5            | 7   | 0   | 0    | 0   | 0   | 0    | 0    |
| Espagne             | 5            | 7            | 6   | 1   | 0    | 0   | 0   | 0    | 0    |
| Pakistan            | 2            | 6            | 6   | 0   | 0    | 0   | 0   | 0    | 0    |
| Rép tchèque         | 2            | 6            | 6   | 0   | 0    | 0   | 0   | 0    | 0    |
| Suède               | 3            | 6            | 2   | 4   | 0    | 0   | 0   | 0    | 0    |
| Finlande            | 2            | 5            | 3   | 2   | 0    | 0   | 0   | 0    | 0    |
| Hongrie             | 1            | 4            | 4   | 0   | 0    | 0   | 0   | 0    | 0    |
| Slovaquie           | 2            | 5            | 4   | 0   | 0    | 0   | 0   | 0    | 0    |
| Suisse              | 3            | 4            | 3   | 1   | 0    | 0   | 0   | 0    | 0    |
| Allemagne           | 7            | 3            | 3   | 0   | 0    | 0   | 0   | 0    |      |
| Argentine           | 2            | 3            | 0   | 0   | 3    | 0   | 0   | 0    |      |
| Taïwan              | 3            | 2            | 2   | 1   | 0    | 0   | 0   | 0    |      |
| Afrique du Sud      | 1            | 2            | 2   | 0   | 0    | 0   | 0   | 0    |      |
| Brésil              | 1            | 2            | 2   | 0   | 0    | 0   | 0   | 0    |      |
| Bulgarie            | 1            | 2            | 2   | 0   | 0    | 0   | 0   | 0    |      |
| Émirats arabes unis | 1            | 3            | 2   | 0   | 0    | 0   | 0   | 0    |      |
| Mexique             | 1            | 2            | 0   | 2   | 0    | 0   | 0   | 0    |      |
| Roumanie            | 1            | 2            | 0   | 0   | 2    | 0   | 0   | 0    |      |
| Arménie             | 1            | 1            | 1   | 0   | 0    | 0   | 0   | 0    |      |
| Biélorussie         | 1            | 2            | 1   | 0   | 0    | 0   | 0   | 0    |      |
| Iran                | 1            | 1            | 1   | 0   | 0    | 0   | 0   | 0    |      |
| Pays-Bas            | 1            | 1            | 1   | 0   | 0    | 0   | 0   | 0    |      |
| Slovénie            | 1            | 1            | 1   | 0   | 0    | 0   | 0   | 0    |      |
| Monde               | 186          | 438          | 307 | 61  | 47   | 3   | 8   | 11   | 1    |

### Âge
Les réacteurs se répartissent de la façon suivante selon leur tranche d'âge au 29 mars 2024 :
La durée de vie initialement prévue pour lesquels les réacteurs était en général de 40 ans, mais l'expérience et le progrès technique permettent de prolonger cette durée de vie ; ainsi, 75 des 99 réacteurs des États-Unis avaient déjà obtenu en 2017 l'autorisation de fonctionner jusqu'à 60 ans ; c’est aussi le cas de la Belgique, la Suède, la Suisse, etc. En France, les réacteurs doivent respecter les normes assignées par l’Autorité de Sûreté Nucléaire (ASN), qui donnera un avis générique en 2018 puis une autorisation pour chacun des réacteurs. L'autorité de sûreté nucléaire américaine, la NRC, a publié fin 2015 un projet de lignes directrices, soumis à consultation publique jusqu'en février 2016, pour « décrire les méthodes et techniques acceptables par les équipes de la NRC pour le renouvellement de licence » jusqu'à 80 ans d'exploitation. La NRC a accordé des renouvellements de licence jusqu'à 60 ans pour 81 réacteurs sur les 99 en service dans le pays. Les exploitants devront démontrer que les composants les plus sensibles, notamment la cuve qui ne peut être changée, pourront être exploités de manière sûre sur une telle durée.

### Puissances installées et production d'électricité
Le tableau ci-après présente les puissances nettes installées par pays ainsi que les énergies d'origine nucléaire ou totales produites en 2023 par chaque pays telles qu'elles ressortent de la base de données des réacteurs établie et mise continuellement à jour par l'Agence internationale de l'énergie atomique. En novembre 2024, les 415 réacteurs nucléaires en fonctionnement totalisent une puissance nette de 373,7 GWe.
En 2023, l'énergie électrique produite par la totalité des réacteurs en activité dans l'année a été de 2 552 TWh (production nette).
En 2022, leur production brute s'élevait à 2 685 TWh, soit 9,2 % de la production mondiale totale d'électricité : 29 270 TWh.
Puissance nucléaire nette installée et production d'électricité par pays en 2023,
| Pays                | Puissance nette installée (MW) | Production totale d'électricité en 2023 (TWh) | dont nucléaire (TWh) | Part du nucléaire dans le pays | Part de la production nucléaire mondiale |
| ------------------- | ------------------------------ | --------------------------------------------- | -------------------- | ------------------------------ | ---------------------------------------- |
| États-Unis          | 96 952                         | 4 178                                         | 775                  | 18,5 %                         | 30,5 %                                   |
| Chine               | 54 152                         | 8 909                                         | 433                  | 4,9 %                          | 17,0 %                                   |
| France              | 61 370                         | 494,7                                         | 320,4                | 64,8 %                         | 12,6 %                                   |
| Russie              | 26 802                         | 1 178                                         | 217                  | 18,4 %                         | 8,5 %                                    |
| Corée du Sud        | 25 825                         | 588                                           | 180                  | 30,7 %                         | 7,1 %                                    |
| Ukraine             | 13 107                         | 156,6                                         | 85,6                 | 55 %                           | 3,4 %                                    |
| Canada              | 13 699                         | 615                                           | 84,6                 | 13,7 %                         | 3,3 %                                    |
| Japon               | 11 046                         | 1 011                                         | 56                   | 5,5 %                          | 2,2 %                                    |
| Espagne             | 7 123                          | 267                                           | 54,3                 | 20,3 %                         | 2,1 %                                    |
| Inde                | 6 920                          | 1571                                          | 48,2                 | 3,1 %                          | 1,9 %                                    |
| Suède               | 7 008                          | 163                                           | 46,7                 | 28,6 %                         | 1,8 %                                    |
| Royaume-Uni         | 5 883                          | 296                                           | 37                   | 12,5 %                         | 1,5 %                                    |
| Émirats arabes unis | 5 321                          | 168                                           | 33,1                 | 19,7 %                         | 1,3 %                                    |
| Finlande            | 4 369                          | 78                                            | 32,7                 | 42 %                           | 1,3 %                                    |
| Belgique            | 3 908                          | 76                                            | 31,3                 | 41,2 %                         | 1,2 %                                    |
| Rép tchèque         | 3 934                          | 76,1                                          | 30,4                 | 40 %                           | 1,2 %                                    |
| Pakistan            | 3 262                          | 138                                           | 24                   | 17,4 %                         | 0,9 %                                    |
| Suisse              | 2 973                          | 72                                            | 23,3                 | 32,4 %                         | 0,9 %                                    |
| Slovaquie           | 2 308                          | 30                                            | 18,3                 | 61,3 %                         | 0,7 %                                    |
| Taïwan              | 938                            | 282                                           | 17,8                 | 6,3 %                          | 0,7 %                                    |
| Brésil              | 1 884                          | 671                                           | 14,5                 | 2,2 %                          | 0,6 %                                    |
| Bulgarie            | 2 006                          | 40                                            | 16,2                 | 40,5 %                         | 0,6 %                                    |
| Hongrie             | 1 916                          | 30,9                                          | 15,1                 | 48,8 %                         | 0,6 %                                    |
| Mexique             | 1 552                          | 248                                           | 12                   | 4,9 %                          | 0,5 %                                    |
| Biélorussie         | 2 220                          | 41,1                                          | 11,7                 | 28,6 %                         | 0,5 %                                    |
| Roumanie            | 1 300                          | 54,4                                          | 10,3                 | 18,9 %                         | 0,4 %                                    |
| Argentine           | 1 641                          | 141,4                                         | 9                    | 6,3 %                          | 0,4 %                                    |
| Afrique du Sud      | 1 854                          | 183,6                                         | 8,1                  | 4,4 %                          | 0,3 %                                    |
| Allemagne           | 4 055                          | 485                                           | 6,7                  | 1,4 %                          | 0,3 %                                    |
| Iran                | 915                            | 364                                           | 6,1                  | 1,7 %                          | 0,2 %                                    |
| Slovénie            | 688                            | 14,5                                          | 5,3                  | 36,8 %                         | 0,2 %                                    |
| Pays-Bas            | 482                            | 118,2                                         | 3,8                  | 3,2 %                          | 0,15 %                                   |
| Arménie             | 416                            | 8,1                                           | 2,5                  | 31,1 %                         | 0,1 %                                    |
| Monde               | 373 735                        | 25 551,                                       | 2 738                | 9,1 %                          | 100 %                                    |

### Évolution chronologique du parc nucléaire
Sur la période 2011-2017, le parc nucléaire mondial s'est accru de 7 réacteurs : 46 ont été mis en service et 39 ont été arrêtés. Le tableau ci-dessous récapitule les mouvements par pays, sur la base des données de l'AIEA, classées par ordre de solde décroissant.
| Pays         | 2011-2017      | 2011-2017 | 2011-2017 |
| Pays         | Mis en service | Arrêtés   | Solde     |
| ------------ | -------------- | --------- | --------- |
| Chine        | 29             |           | 29        |
| Russie       | 4              | 1         | 3         |
| Corée du Sud | 4              | 1         | 3         |
| Inde         | 3              |           | 3         |
| Pakistan     | 3              |           | 3         |
| Iran         | 1              |           | 1         |
| Argentine    | 1              |           | 1         |
| Canada       |                | 1         | -1        |
| Espagne      |                | 1         | -1        |
| Suède        |                | 2         | -2        |
| Royaume-Uni  |                | 4         | -4        |
| États-Unis   | 1              | 6         | -5        |
| Allemagne    |                | 10        | -10       |
| Japon        |                | 13        | -13       |
| Total        | 46             | 39        | 7         |

### Réacteurs en projet et besoins en uranium
L'association mondiale des exploitants nucléaires (WANO), actualise périodiquement la liste des réacteurs en service, en construction, en projet et envisagés, liste élaborée à partir des données de l'AIEA et de ses propres données.
Selon cet organisme, en avril 2024, 439 réacteurs étaient en service et 61 en construction.
Les besoins en uranium pour l'année 2024 sont évalués au niveau mondial à 67 517 tonnes, correspondant à 79 619 tonnes de yellowcake U3O8.
| État avril 2024     | Réacteurs en service | Réacteurs en service | Réacteurs en construction | Réacteurs en construction | Réacteurs planifiés | Réacteurs planifiés | Réacteurs proposés | Réacteurs proposés | Besoins en uranium | Besoins en uranium |
| Pays                | Nb                   | Mwe net              | Nb                        | Mwe brut                  | Nb                  | Mwe brut            | Nb                 | Mwe brut           | Tonnes U           |                    |
| ------------------- | -------------------- | -------------------- | ------------------------- | ------------------------- | ------------------- | ------------------- | ------------------ | ------------------ | ------------------ | ------------------ |
| États-Unis          | 94                   | 96 952               |                           |                           |                     |                     | 13                 | 10 500             | 18 137             |                    |
| France              | 56                   | 61 370               | 1                         | 1 650                     |                     |                     | 6                  | 9 900              | 8 232              |                    |
| Chine               | 56                   | 54 362               | 26                        | 29 755                    | 41                  | 44 660              | 158                | 186 450            | 13 132             |                    |
| Japon               | 33                   | 31 679               | 2                         | 2 756                     | 1                   | 1 385               | 8                  | 11 562             | 2 180              |                    |
| Russie              | 36                   | 26 802               | 4                         | 3 988                     | 14                  | 8 930               | 36                 | 37 716             | 5 436              |                    |
| Corée du Sud        | 26                   | 25 825               | 2                         | 2 680                     | 2                   | 2 800               |                    |                    | 4 309              |                    |
| Canada              | 19                   | 13 661               |                           |                           | 2                   | 400                 | 9                  | 5 700              | 1 455              |                    |
| Ukraine             | 15                   | 13 107               | 2                         | 1 900                     | 2                   | 2 500               | 7                  | 8 750              | 1 673              |                    |
| Inde                | 23                   | 7 425                | 7                         | 5 900                     | 12                  | 8 400               | 28                 | 3 200              | 1 725              |                    |
| Espagne             | 7                    | 7 123                |                           |                           |                     |                     |                    |                    | 1 218              |                    |
| Suède               | 6                    | 6 944                |                           |                           | 2                   | 2 500               |                    |                    | 932                |                    |
| Royaume-Uni         | 9                    | 5 883                | 2                         | 3 440                     | 2                   | 3 340               | 2                  | 2 300              | 817                |                    |
| Émirats arabes unis | 4                    | 5 348                |                           |                           |                     |                     | 2                  | 2 800              | 853                |                    |
| Finlande            | 5                    | 4 369                |                           |                           |                     |                     |                    |                    | 616                |                    |
| République tchèque  | 6                    | 4 212                |                           |                           | 1                   | 1 200               | 3                  | 3 600              | 715                |                    |
| Belgique            | 5                    | 3 916                |                           |                           |                     |                     |                    |                    | 516                |                    |
| Pakistan            | 6                    | 3 262                |                           |                           | 1                   | 1 170               |                    |                    | 555                |                    |
| Suisse              | 4                    | 2 973                |                           |                           |                     |                     |                    |                    | 412                |                    |
| Slovaquie           | 5                    | 2 308                | 1                         | 471                       |                     |                     | 1                  | 1 200              | 527                |                    |
| Belarus             | 2                    | 2 220                |                           |                           |                     |                     |                    |                    | 357                |                    |
| Bulgarie            | 2                    | 2 006                |                           |                           | 2                   | 2 300               |                    |                    | 334                |                    |
| Hongrie             | 4                    | 1 916                |                           |                           | 2                   | 2 400               |                    |                    | 320                |                    |
| Brésil              | 2                    | 1 884                | 1                         | 1 405                     |                     |                     | 8                  | 8 000              | 339                |                    |
| Afrique du Sud      | 2                    | 1 854                |                           |                           |                     |                     | 2                  | 2 400              | 277                |                    |
| Argentine           | 3                    | 1 641                | 1                         | 29                        | 1                   | 1 150               | 1                  | 750                | 219                |                    |
| Mexique             | 2                    | 1 552                |                           |                           |                     |                     | 2                  | 2 000              | 237                |                    |
| Roumanie            | 2                    | 1 300                |                           |                           | 2                   | 1 440               | 6                  | 462                | 185                |                    |
| Iran                | 1                    | 915                  | 1                         | 1057                      | 2                   | 1 417               | 6                  | 5200               | 153                |                    |
| Slovénie            | 1                    | 688                  |                           |                           |                     |                     | 1                  | 1 200              | 127                |                    |
| Pays-Bas            | 1                    | 482                  |                           |                           |                     |                     | 2                  | 2 000              | 69                 |                    |
| Arménie             | 1                    | 416                  |                           |                           |                     |                     | 1                  | 1 060              | 55                 |                    |
| Bangladesh          |                      |                      | 2                         | 2 400                     |                     |                     | 2                  | 2 400              | 371                |                    |
| Égypte              |                      |                      | 4                         | 4 800                     |                     |                     |                    |                    |                    |                    |
| Turquie             |                      |                      | 1                         | 1200                      | 3                   | 3600                | 8                  | 9500               |                    |                    |
| Pologne             |                      |                      |                           |                           | 3                   | 3 750               | 26                 | 10 000             |                    |                    |
| Arabie-Saoudite     |                      |                      |                           |                           |                     |                     | 2                  | 2 900              |                    |                    |
| Uzbekistan          |                      |                      |                           |                           |                     |                     | 2                  | 2 400              |                    |                    |
| Kazakhstan          |                      |                      |                           |                           |                     |                     | 1                  | 1 200              |                    |                    |
| Allemagne           |                      |                      |                           |                           |                     |                     |                    |                    |                    |                    |
| Monde               | 440                  | 396 269              | 60                        | 67 031                    | 92                  | 89 742              | 343                | 364 050            | 67 517             |                    |